# Шёнберг-ам-Камп
Шёнберг-ам-Камп (нем. Schönberg am Kamp) — ярмарочная коммуна (Marktgemeinde) в Австрии, в федеральной земле Нижняя Австрия.
Входит в состав округа Кремс. Население — около 1,9 тыс. человек. Занимает площадь 53,28 км². Официальный код — 31355.

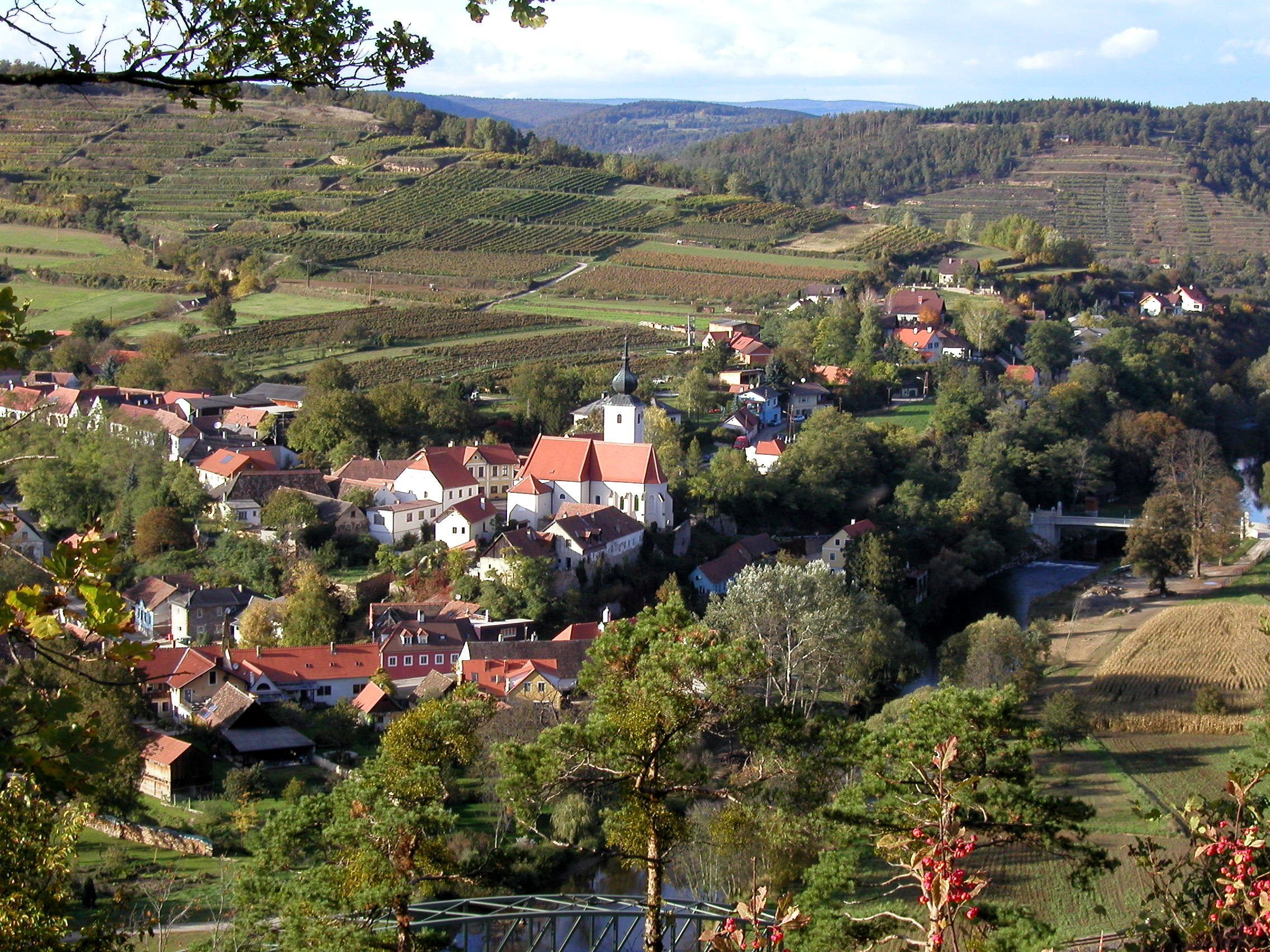
Шёнберг-ам-Камп

## Политическая ситуация
Бургомистр коммуны — Петер Хайндль (АНП) по результатам выборов 2005 года.
Совет представителей коммуны (нем. Gemeinderat) состоит из 19 мест.
- АНП занимает 13 мест.
- СДПА занимает 5 мест.
- АПС занимает 1 место.